# Artibeus inopinatus
Artibeus inopinatus es una especie de murciélago de la familia Phyllostomidae.

## Distribución geográfica
Se encuentra en El Salvador, Guatemala, Honduras y Nicaragua.